# UCI Europe Tour de 2015
A UCI Europe Tour 2015, foi a undécima edição do calendário ciclístico internacional europeu. Começou 29 de janeiro em Espanha com o Troféu Migjorn pertencente à Challenge Ciclista a Mallorca e finalizou a 25 de outubro na Turquia com o Tour de Aegean.
O ganhador final foi o francês Nacer Bouhanni, por equipas impôs-se o Topsport Vlaanderen-Baloise por segundo ano consecutivo, enquanto por países e países sub-23 foi Itália quem obteve mais pontos.

## Equipas
As equipas que podem participar nas diferentes carreiras dependem da categoria das mesmas. A maior nível de uma carreira podem participar equipas a mais nível. As equipas UCI Pro Team, só podem participar das carreiras .HC e .1 mas têm cota limitada para competir, e os pontos que conseguem os seus ciclistas não vão à classificação.
| Categoria      | Categoria                        | Equipas                                                                                            |
| -------------- | -------------------------------- | -------------------------------------------------------------------------------------------------- |
| .HC            | 1.hc (Carreira de um dia)        | * ProTeam (max 70%) * Profissionais Continentais * Continentais * Selecções nacionais              |
| .HC            | 2.hc (Carreira de vários dias)   | * ProTeam (max 70%) * Profissionais Continentais * Continentais * Selecções nacionais              |
| .1             | 1.1 (Carreira de um dia)         | * ProTeam (max 50%) * Profissionais Continentais * Continentais * Selecções nacionais              |
| .1             | 2.1 (Carreira de vários dias)    | * ProTeam (max 50%) * Profissionais Continentais * Continentais * Selecções nacionais              |
| .2             | 1.2 (Carreira de um dia)         | * Profissionais Continentais * Continentais * Selecções nacionais * Selecções regionais * Amadoras |
| .2             | 2.2 (Carreira de vários dias)    | * Profissionais Continentais * Continentais * Selecções nacionais * Selecções regionais * Amadoras |
| .Ncup (sub-23) | 1.ncup (Carreira de um dia)      | * Selecções nacionais * Selecções mistas                                                           |
| .Ncup (sub-23) | 2.ncup (Carreira de vários dias) | * Selecções nacionais * Selecções mistas                                                           |

Para favorecer o convite às equipas mais humildes, a União Ciclista Internacional publicou a 31 de janeiro de 2015 um "ranking fictício" das equipas Continentais, sobre a base dos pontos obtidos por seus ciclistas na temporada anterior. Os organizadores de carreiras .2 devem obrigatoriamente convidar aos 3 primeiros desse ranking e desta forma podem aceder a um maior número de carreiras. Neste circuito os convidados automaticamente a carreiras de categoria .2 foram o Kolss-BDC Team, Roubaix-Lille Métropole e Team Felbermayr-Simplon Wels, ainda que a diferença do UCI World Tour as equipas podem recusar dita convite.

## Carreiras e categorias

### Carreiras suspendidas ou eliminadas
O cronograma inicial do calendário era de 301 carreiras (que poderiam ter sido 304 depois da introdução da Volta à Comunidade de Madri, Memóriał Romana Siemińskiego e Campeonato Europeu Contrarrelógio sub-23 em princípio não incluídas), devido a isso é com amplitude o circuito que mais carreiras contém, ainda que ao longo da temporada 16 foram suspensas. A seguinte é a lista de algumas dessas competições que por diversos motivos finalmente não se disputaram:
| Listagem de carreiras suspendidas ou eliminadas | Listagem de carreiras suspendidas ou eliminadas | Listagem de carreiras suspendidas ou eliminadas | Listagem de carreiras suspendidas ou eliminadas | Listagem de carreiras suspendidas ou eliminadas | Listagem de carreiras suspendidas ou eliminadas |
| ----------------------------------------------- | ----------------------------------------------- | ----------------------------------------------- | ----------------------------------------------- | ----------------------------------------------- | ----------------------------------------------- |

| Data               | Carreira                                       | Cat. | Causa                       |
| ------------------ | ---------------------------------------------- | ---- | --------------------------- |
| 12-15 de fevereiro | Tour do Mediterrâneo                           | 2.1  | Financeira.                 |
| 5 de março         | Grande Prêmio Cidade de Camaiore               | 1.1  | Financeira.                 |
| 8 de março         | Roma Maxima                                    | 1.1  | Conflito com a organização. |
| 10 de março        | Grande Prêmio Villa de Lillers                 | 1.2  | Financeira.                 |
| 30 de abril        | Grande Prêmio de Frankfurt                     | 1.hc | Ameaça de atentado.         |
| 10 de junho        | Izhevsk Cup                                    | 1.2  |                             |
| 23 de agosto       | Châteauroux Classic de l'Indre-Trophée Fenioux | 1.1  | Conflito com a organização. |
| 20-23 de novembro  | Tour de Alanya                                 | 2.2  |                             |

Depois destas anulações o calendário foi de 288 carreiras, contando as duas provas do Campeonato Europeu sub-23 disputado em Estónia.

### Categorias
Foram 36 as carreiras de máxima categoria, mais oito com respeito à edição anterior. As carreiras que ascenderam são as seguintes: as clássicas italianas Troféu Laigueglia, Strade Bianche e Grande Prêmio Nobili Rubinetterie-Coppa Papà Carlo-Coppa Città di Stresa, a suíça Grande Prêmio de Lugano, a belga Grande Prêmio Impanis-Van Petegem, a alemã Giro de Münsterland e a carreira por etapas noruega Arctic Race da Noruega. Também reapareceu o Giro do Piemonte que não se tinha disputado nas últimas duas temporadas. No seguinte quadro mostram-se as carreiras com maior pontuação desta edição do UCI Europe Tour ordenado por países, para o resto das competições veja-se: Carreiras do UCI Europe Tour de 2015
| Carreira                          | Categoria |
| --------------------------------- | --------- |
| Volta à Baviera                   | 2.hc      |
| Grande Prêmio de Frankfurt        | 1.hc      |
| Giro de Münsterland               | 1.hc      |
| Volta à Áustria                   | 2.hc      |
| Omloop Het Nieuwsblad             | 1.hc      |
| Através de Flandres               | 1.hc      |
| Três Dias da Panne                | 2.hc      |
| Scheldeprijs                      | 1.hc      |
| Flecha Brabanzona                 | 1.hc      |
| Volta à Bélgica                   | 2.hc      |
| Tour da Valônia                   | 2.hc      |
| Brussels Cycling Classic          | 1.hc      |
| Grande Prêmio Impanis-Van Petegem | 1.hc      |
| Volta à Dinamarca                 | 2.hc      |
| Volta a Burgos                    | 2.hc      |
| Critérium Internacional           | 2.hc      |
| Quatro Dias de Dunquerque         | 2.hc      |
| Grande Prêmio de Fourmies         | 1.hc      |
| Paris-Tours                       | 1.hc      |

| Carreira                                                                 | Categoria |
| ------------------------------------------------------------------------ | --------- |
| RideLondon-Surrey Classic                                                | 1.hc      |
| Volta à Grã-Bretanha                                                     | 2.hc      |
| Troféu Laigueglia                                                        | 1.hc      |
| Strade Bianche                                                           | 1.hc      |
| Giro do Trentino                                                         | 2.hc      |
| Tre Valli Varesine                                                       | 1.hc      |
| Milano-Torino                                                            | 1.hc      |
| Giro do Piemonte                                                         | 1.hc      |
| Giro de Émilia                                                           | 1.hc      |
| Grande Prêmio Bruno Beghelli                                             | 1.hc      |
| Grande Prêmio Nobili Rubinetterie-Coppa Papà Carlo-Coppa Città di Stresa | 1.hc      |
| Tour do Luxemburgo                                                       | 2.hc      |
| Tour da Noruega                                                          | 2.hc      |
| Arctic Race da Noruega                                                   | 2.hc      |
| Grande Prêmio de Lugano                                                  | 1.hc      |
| G. P. Kanton Aargau                                                      | 1.hc      |
| Volta à Turquia                                                          | 2.hc      |

Ademais, os campeonatos nacionais de estrada e contrarrelógio de países europeus também puntuaram para o UCI Europe Tour.
França, Itália e Bélgica são com diferença os 3 países que dominaram em número de competições previstas, aliás a soma delas são quase a metade do total das que disputar-se-ão. A seguinte lista inclui os países com mais de 5 carreiras no calendário 2015:
| País          | Nº de carreiras registadas | Nº de carreiras disputadas |
| ------------- | -------------------------- | -------------------------- |
| França        | 63                         |                            |
| Itália        | 44                         |                            |
| Bélgica       | 43                         |                            |
| Países Baixos | 19                         | 17                         |
| Espanha       | 15                         | 16                         |
| Rússia        | 15                         | 10                         |
| Polónia       | 14                         | 15                         |
| Portugal      | 8                          | 8                          |
| Turquia       | 8                          | 7                          |
| Alemanha      | 7                          | 6                          |
| Chéquia       | 7                          | 5                          |
| Ucrânia       | 7                          | 7                          |
| Dinamarca     | 6                          | 6                          |
| Reino Unido   | 6                          | 6                          |

- No caso da Espanha não estava no calendário inicial a Volta à Comunidade de Madri[5] (A Volta Ciclista Internacional à Comunidade de Madri regressará em 2015)
- No caso da Polónia não estava no calendário inicial o Memóriał Romana Siemińskiego[5]

## Calendário

### Janeiro
| Data | Carreira                            | Cat. | Ganhador           | Equipa      |
| ---- | ----------------------------------- | ---- | ------------------ | ----------- |
| 29   | Troféu Santanyi-SesSalines-Campos   | 1.1  | Matteo Pelucchi    | IAM         |
| 30   | Troféu Andratx–Mirador d’Es Colomer | 1.1  | Steve Cummings     | MTN-Qhubeka |
| 31   | Troféu Serra de Tramuntana          | 1.1  | Alejandro Valverde | Movistar    |

### Fevereiro
| Data  | Carreira                            | Cat. | Ganhador          | Equipa                       |
| ----- | ----------------------------------- | ---- | ----------------- | ---------------------------- |
| 1     | Troféu Palma                        | 1.1  | Matteo Pelucchi   | IAM                          |
| 1     | Grande Prêmio Ciclista a Marsellesa | 1.1  | Pim Ligthart      | Lotto-Soudal                 |
| 4-8   | Estrela de Bessèges                 | 2.1  | Bob Jungels       | Trek Factory Racing          |
| 8     | Grande Prêmio Costa dos Etruscos    | 1.1  | Manuel Belletti   | Southeast                    |
| 14    | Volta a Múrcia                      | 1.1  | Rein Taaramäe     | Astana                       |
| 15    | Clássica de Almeria                 | 1.1  | Mark Cavendish    | Etixx-Quick Step             |
| 15    | GP Laguna                           | 1.2  | Michael Gogl      | Felbermayr-Simplon Wels      |
| 18-22 | Volta a Andaluzia                   | 2.1  | Chris Froome      | Sky                          |
| 18-22 | Volta ao Algarve                    | 2.1  | Geraint Thomas    | Sky                          |
| 19    | Troféu Laigueglia                   | 1.hc | Davide Cimolai    | Lampre-Merida                |
| 21-22 | Tour de Haut-Var                    | 2.1  | Ben Gastauer      | AG2R La Mondiale             |
| 28    | Omloop Het Nieuwsblad               | 1.hc | Ian Stannard      | Sky                          |
| 28    | Clássica Sur Ardèche                | 1.1  | Eduardo Sepúlveda | Bretagne-Séché Environnement |
| 28    | Ster van Zwolle                     | 1.2  | Elmar Reinders    | Jo Piels                     |

### Março
| Data  | Carreira                                                                  | Cat. | Vencedor               | Equipa                         |
| ----- | ------------------------------------------------------------------------- | ---- | ---------------------- | ------------------------------ |
| 1     | Kuurne-Bruxelas-Kuurne                                                    | 1.1  | Mark Cavendish         | Etixx-Quick Step               |
| 1     | La Drôme Classic                                                          | 1.1  | Samuel Dumoulin        | AG2R La Mondiale               |
| 1     | Grande Prêmio de Lugano                                                   | 1.hc | Niccolò Bonifazio      | Lampre-Merida                  |
| 1     | Clássica de Loulé                                                         | 1.2  | Michael Woods          | Optum-Kelly Benefit Strategies |
| 1     | Grande Prêmio Izola                                                       | 1.2  | Gregor Mühlberger      | Felbermayr-Simplon Wels        |
| 4     | Trofej Umag-Umag Trophy                                                   | 1.2  | Marko Kump             | Adria Mobil                    |
| 4     | Le Samyn                                                                  | 1.1  | Kris Boeckmans         | Lotto-Soudal                   |
| 6-8   | Três Dias de Flandres Ocidental                                           | 2.1  | Yves Lampaert          | Etixx-Quick Step               |
| 7     | Strade Bianche                                                            | 1.hc | Zdeněk Štybar          | Etixx-Quick Step               |
| 7     | Porec Trophy                                                              | 1.2  | Marko Kump             | Adria Mobil                    |
| 7-8   | Grande Prêmio do Guadiana                                                 | 2.2  | Jordi Simón            | Equador                        |
| 8     | Dorpenomloop Rucphen                                                      | 1.2  | Floris Gerts           | BMC Development                |
| 12-15 | Istrian Spring Trophy                                                     | 2.2  | Markus Eibegger        | Synergy Baku                   |
| 14    | Tour de Drenthe                                                           | 1.1  | Edward Theuns          | Topsport Vlaanderen-Baloise    |
| 15    | Kattekoers                                                                | 1.2  | Baptiste Planckaert    | Roubaix-Lille Métropole        |
| 15    | Omloop van het Waasland                                                   | 1.2  | Geert van der Weijst   | 3M                             |
| 15    | Paris-Troyes                                                              | 1.2  | David Menut            | Auber 93                       |
| 15    | Dwars door Drenthe                                                        | 1.1  | Manuel Belletti        | Southeast                      |
| 17    | Copa Sochi                                                                | 1.2  | Uladzimir Harakhavik   | Seleção da Bielorrússia        |
| 18    | Nokere Koerse                                                             | 1.1  | Kris Boeckmans         | Lotto-Soudal                   |
| 18    | Grande Prêmio de Sochi Maior                                              | 1.2  | Sergey Firsanov        | RusVelo                        |
| 19-22 | Grande Prêmio de Sochi                                                    | 2.2  | Alexander Foliforov    | RusVelo                        |
| 19    | Grande Prêmio Nobili Rubinetterie-Coppa Papà Carlo-Coppa Città dei Stresa | 1.hc | Giacomo Nizzolo        | Trek Factory Racing            |
| 20    | Handzame Classic                                                          | 1.1  | Gianni Meersman        | Etixx-Quick Step               |
| 21    | Clássica de Loire-Atlantique                                              | 1.1  | Alexis Gougeard        | AG2R La Mondiale               |
| 21    | Ronde van Zeeland Seaports                                                | 1.1  | Iljo Keisse            | Etixx-Quick Step               |
| 21-22 | Grande Prêmio Liberty Seguros                                             | 2.2  | Ruben Guerreiro        | Axeon                          |
| 22    | Grande Prêmio Cholet-Pays de Loire                                        | 1.1  | Pierrick Fédrigo       | Bretagne-Séché Environnement   |
| 23-29 | Volta à Normandia                                                         | 2.2  | Dimitri Claeys         | Verandas Willems               |
| 24-27 | Tour de Canakkale                                                         | 2.2  | Ahmet Akdilek          | Torku Sekerspor                |
| 25    | Através de Flandres                                                       | 1.hc | Jelle Wallays          | Topsport Vlaanderen-Baloise    |
| 25-29 | Volta ao Alentejo                                                         | 2.2  | Paweł Bernas           | ActiveJet                      |
| 26-29 | Semana Coppi e Bartali                                                    | 2.1  | Louis Meintjes         | MTN-Qhubeka                    |
| 26    | Clássica Córcega                                                          | 1.1  | Thomas Boudat          | Europcar                       |
| 28-29 | Critérium Internacional                                                   | 2.hc | Jean-Christophe Péraud | AG2R La Mondiale               |
| 31-2  | Três Dias da Panne                                                        | 2.hc | Alexander Kristoff     | Katusha                        |

### Abril
| Data  | Carreira                                   | Cat.   | Ganhador             | Equipa                                       |
| ----- | ------------------------------------------ | ------ | -------------------- | -------------------------------------------- |
| 1     | Krasnodar-Anapa                            | 1.2    | Andrey Solomennikov  | RusVelo                                      |
| 2-5   | Tour de Kuban                              | 2.2    | Dmitry Samokhvalov   | Itera-Katusha                                |
| 3     | Route Adélie                               | 1.1    | Romain Feillu        | Bretagne-Séché Environnement                 |
| 3-6   | Triptyque des Monts et Châteaux            | 2.2    | Lilian Calmejane     | Vendée Ou                                    |
| 4     | Grande Prêmio Miguel Indurain              | 1.1    | Ángel Vicioso        | Katusha                                      |
| 4     | Volta Limburg Classic                      | 1.1    | Stefan Küng          | BMC Racing                                   |
| 5     | Volta à La Rioja                           | 1.1    | Caleb Ewan           | Orica GreenEDGE                              |
| 5     | Paris-Camembert                            | 1.1    | Julien Loubet        | Marseille 13-KTM                             |
| 5     | Troféu Banca Popular de Vicenza            | 1.2Ou  | Felix Großschartner  | Felbermayr-Simplon Wels                      |
| 5     | Grande Prêmio Adria Mobil                  | 1.2    | Marko Kump           | Adria Mobil                                  |
| 6     | Giro do Belvedere                          | 1.2Ou  | Andrea Vendrame      | Selecção de Itália                           |
| 7-10  | Circuito da Sarthe                         | 2.1    | Ramūnas Navardauskas | Cannondale-Garmin                            |
| 8     | Scheldeprijs                               | 1.hc   | Alexander Kristoff   | Katusha                                      |
| 9-12  | Tour de Mersin                             | 2.2    | Oleksandr Polivoda   | Kolss-BDC                                    |
| 10-12 | Circuito das Ardenas                       | 2.2    | Evaldas Šiškevicius  | Marseille 13-KTM                             |
| 11    | Troféu Edil C                              | 1.2    | Francesco Reda       | Ideia 2010 ASD                               |
| 11    | Tour de Flandres sub-23                    | 1.ncup | Alexander Edmondson  | Selecção de Austrália                        |
| 12    | Klasika Primavera                          | 1.1    | José Herrada         | Movistar                                     |
| 15-19 | Tour de Loir-et-Cher                       | 2.2    | Romain Cardis        |                                              |
| 15    | Maykop-Ulyap-Maykop                        | 1.2    | Ivan Balykin         | RusVelo                                      |
| 15    | Flecha Brabanzona                          | 1.hc   | Ben Hermans          | BMC Racing                                   |
| 15    | La Côte Picarde                            | 1.ncup | Simone Consonni      | Selecção de Itália                           |
| 16    | Grande Prêmio de Denain                    | 1.1    | Nacer Bouhanni       | Cofidis, Solutions Crédits                   |
| 17-19 | Grande Prêmio de Adigueya                  | 2.2    | Sergey Firsanov      | RusVelo                                      |
| 16-19 | Volta a Castela e Leão                     | 2.1    | Pierre Rolland       | Europcar                                     |
| 17-18 | ZLM Tour                                   | 1.ncup | Søren Kragh Andersen | Trefor-Blue Water                            |
| 18    | Memorial Arno Wallaard                     | 1.2    | Jasper Bovenhuis     | SEG Racing                                   |
| 18    | Belgrade Banialuka I                       | 1.2    | Marko Kump           | Adria Mobil                                  |
| 18    | Liège-Bastogne-Liège sub-23                | 1.2Ou  | Guillaume Martin     |                                              |
| 18    | Tour de Finisterre                         | 1.1    | Tim De Troyer        | Wanty-Groupe Gobert                          |
| 19    | Volta a Holanda Setentrional               | 1.2    | Johim Ariesen        | Metec-TKH Continental Cyclingteam p/b Mantel |
| 19    | Belgrade Banialuka II                      | 1.2    | Andi Bajc            | Amplatz - BMC                                |
| 19    | Tro Bro Leon                               | 1.1    | Alexandre Geniez     | FDJ                                          |
| 21-26 | Tour da Croácia                            | 2.2    | Maciej Paterski      | CCC Sprandi Polkowice                        |
| 21-24 | Giro do Trentino                           | 2.hc   | Richie Porte         | Sky                                          |
| 25    | Grande Prêmio della Liberazione            | 1.2Ou  | Lucas Gaday          | Selecção de Argentina                        |
| 25    | Zuid Oost Drenthe Classic I                | 1.2    | Jeff Vermeulen       | Jo Piels                                     |
| 25-1  | Tour da Bretanha                           | 2.2    | Sébastien Delfosse   | Wallonie-Bruxelles                           |
| 26-3  | Volta à Turquia                            | 2.hc   | Kristijan Đurasek    | Lampre-Merida                                |
| 26    | Giro dos Apeninos                          | 1.1    | Omar Fraile          | Caja Rural-Seguros RGA                       |
| 26    | Paris-Mantes-en-Yvelines                   | 1.2    | Nicolas Baldo        | Vorarlberg                                   |
| 26    | La Roue Tourangelle                        | 1.1    | Lorrenzo Manzin      | FDJ                                          |
| 26    | Rutland-Melton International CiCLE Classic | 1.2    | Steele Von Hoff      | NFTO                                         |
| 28-3  | Carpathia Couriers Paths                   | 2.2Ou  | Tim Ariesen          | Jo Piels                                     |

### Maio
| Data  | Carreira                                  | Cat.   | Ganhador                 | Equipa                      |
| ----- | ----------------------------------------- | ------ | ------------------------ | --------------------------- |
| 1-3   | Tour de Yorkshire                         | 2.1    | Lars Petter Nordhaug     | Sky                         |
| 1     | GP Viborg                                 | 1.2    | Oscar Landa              | Coop-Oster Hus              |
| 1     | Moscow Cup                                | 1.2    | Sergiy Lagkuti           | Kolss-BDC                   |
| 1     | Memóriał Andrzeja Trochanowskiego         | 1.2    | Mateusz Nowak            | Domin Sport                 |
| 2     | Tour de Overijssel                        | 1.2    | Jeff Vermeulen           | Jo Piels                    |
| 2-3   | Volta a Astúrias                          | 2.1    | Igor Antón               | Movistar                    |
| 2     | Memóriał Romana Siemińskiego              | 1.2    | Alois Kaňkovský          | Whirpool Author             |
| 2     | Himmerland Rundt                          | 1.2    | Wim Stroetinga           | Parkhotel Valkenburg CT     |
| 2     | Memorial Oleg Dyachenko                   | 1.2    | Mykhailo Kononenko       | Kolss-BDC                   |
| 3     | Skive-Lobet                               | 1.2    | Alexander Kamp           | ColoQuick                   |
| 3     | Circuito de Porto-Troféu Averdi           | 1.2    | Riccardo Minali          | Selecção de Itália          |
| 3     | Grande Prêmio do Somme                    | 1.1    | Quentin Jauregui         | AG2R La Mondiale            |
| 3     | Grande Prêmio de Moscovo                  | 1.2    | Siarhei Papok            | Minsk Cycling Clube         |
| 5-9   | Cinco Anéis de Moscovo                    | 2.2    | Oleksandr Polivoda       | Kolss-BDC                   |
| 6-10  | Tour do Azerbaijão                        | 2.1    | Primož Roglič            | Adria Mobil                 |
| 6-10  | Quatro Dias de Dunquerque                 | 2.hc   | Ignatas Konovalovas      | Marseille 13-KTM            |
| 7-10  | Szlakiem Grodów Piastowskich              | 2.2    | Paweł Bernas             | ActiveJet                   |
| 9-10  | Volta à Comunidade de Madri               | 2.1    | Evgeny Shalunov          | Lokosphinx                  |
| 9     | Hadeland G. P.                            | 1.2    | Søren Kragh Andersen     | Trefor-Blue Water           |
| 9     | Scandinavian Race                         | 1.2    | Nicolai Brøchner         | Riwal Platform              |
| 9     | Tour de Berna                             | 1.2    | Tom Bohli                | BMC Development             |
| 10    | Troféu Cidade de San Vendemiano           | 1.2Ou  | Gianni Moscon            | Selecção de Itália          |
| 10    | Ringerike G. P.                           | 1.2    | Asbjørn Kragh Andersen   | Trefor-Blue Water           |
| 10    | Grande Prêmio da Ville de Nogent-sur-Oise | 1.2    | Robin Stenuit            | Veranclassic-Ekoi           |
| 10    | Flecha das Ardenas                        | 1.2    | Loïc Vliegen             | BMC Development             |
| 12-17 | Tour de Olympia                           | 2.2    | Jetse Bol                | Join's-De Rijke             |
| 13-17 | Flèche du Sud                             | 2.2    | Víctor da Parte          | Vorarlberg                  |
| 13-17 | Volta à Baviera                           | 2.hc   | Alex Dowsett             | Movistar                    |
| 14-16 | Tour de Berlim                            | 2.2Ou  | Steven Lammertink        | SEG Racing                  |
| 14-17 | Rhône-Alpes Isère Tour                    | 2.2    | Sam Oomen                | Rabobank Development        |
| 15-17 | Tour de Picardie                          | 2.1    | Kris Boeckmans           | Lotto Soudal                |
| 15-17 | Tour do Mar Negro                         | 2.2    | Tomasz Marczynski        | Torku Sekerspor             |
| 16    | Visegrad 4 Bicycle Race-GP Czech Republic | 1.2    | Paweł Bernas             | ActiveJet                   |
| 17    | Grande Prêmio Criquielion                 | 1.2    | Jelle Wallays            | Topsport Vlaanderen-Baloise |
| 17    | Visegrad 4 Bicycle Race-GP Polski         | 1.2    | Bartosz Warchoł          | Cycling Academy Team        |
| 17-24 | An Post Rás                               | 2.2    | Lukas Pöstlberger        | Tirol                       |
| 17    | Grande Prêmio Indústrias do Mármore       | 1.2    | Gian Marco Dei Francesco | Mg.kvis Vega                |
| 20-24 | Baltyk-Karkonosze Tour                    | 2.2    | Leszek Plucinski         | CCC Sprandi Polkowice       |
| 20-24 | Tour da Noruega                           | 2.hc   | Jesper Hansen            | Tinkoff-Saxo                |
| 21-24 | Ronde d'Isard                             | 2.2Ou  | Simone Petilli           | Unieuro Wilier Trevigiani   |
| 22-24 | Paris-Arrás Tour                          | 2.2    | Joeri Calleeuw           | Verandas Willems            |
| 23    | Visegrad 4 Bicycle Race-GP Hungary        | 1.2    | Alois Kaňkovský          | Whirpool Author             |
| 23-24 | World Ports Classic                       | 2.1    | Kris Boeckmans           | Lotto Soudal                |
| 24    | Visegrad 4 Bicycle Race-GP Slovakia       | 1.2    | Alois Kaňkovský          | Whirpool Author             |
| 27-31 | Tour dos Fiordos                          | 2.1    | Marco Haller             | Katusha                     |
| 27-31 | Volta a Bélgica                           | 2.hc   | Greg Van Avermaet        | BMC Racing                  |
| 29-30 | Tour da Estónia                           | 2.1    | Martin Laas              | Selecção de Estónia         |
| 29-31 | Tour de Gironde                           | 2.2    | Stéphane Poulhiès        |                             |
| 29-31 | Carreira da Paz sub-23                    | 2.ncup | Gregor Mühlberger        | Felbermayr-Simplon Wels     |
| 29    | Horizon Park Race for Peace               | 1.2    | Sergiy Lagkuti           | Kolss-BDC                   |
| 30    | Horizon Park Race Maidan                  | 1.2    | Oleksandr Polivoda       | Kolss-BDC                   |
| 30    | Grand Prix de Plumelec-Morbihan           | 1.1    | Alexis Vuillermoz        | AG2R La Mondiale            |
| 31    | Horizon Park Classic                      | 1.2    | Mykhailo Kononenko       | Kolss-BDC                   |
| 31    | Boucles de l'Aulne                        | 1.1    | Alo Jakin                | Auber 93                    |
| 31    | Velothon Berlin                           | 1.1    | Ramon Sinkeldam          | Giant-Alpecin               |
| 31    | Paris-Roubaix sub-23                      | 1.2Ou  | Lukas Spengler           | BMC Development             |

### Junho
| Data  | Carreira                                  | Cat. | Ganhador           | Equipa                     |
| ----- | ----------------------------------------- | ---- | ------------------ | -------------------------- |
| 2     | Troféu Alcide Degasperi                   | 1.2  | Alberto Cecchin    | Roth-Skoda                 |
| 3-7   | Tour de Luxemburgo                        | 2.hc | Linus Gerdemann    | Cult Energy                |
| 4-7   | Boucles de la Mayenne                     | 2.1  | Anthony Turgis     | Cofidis, Solutions Crédits |
| 6     | Grande Prêmio de Vinnytsia                | 1.2  | Vitaliy Buts       | Kolss-BDC                  |
| 7     | Grande Prêmio ISD                         | 1.2  | Andriy Khripta     | Kyiv Capital Racing        |
| 7     | Coppa della Pace                          | 1.2  | Simone Velasco     | Selecção de Itália         |
| 7     | Memorial Philippe Van Coningsloo          | 1.2  | Robin Stenuit      | Veranclassic-Ekoi          |
| 10-13 | Tour de Ancara                            | 2.2  | Nazim Bakirci      | Torku Sekerspor            |
| 10-14 | Tour da Eslováquia                        | 2.2  | Davide Vigano      | Ideia 2010 ASD             |
| 11-14 | Ronde de l'Oise                           | 2.2  | Joshua Edmondson   | An Post-ChainReaction      |
| 11    | G. P. Kanton Aargau                       | 1.hc | Alexander Kristoff | Katusha                    |
| 12-14 | Tour de Malopolska                        | 2.2  | Marko Kump         | Adria Mobil                |
| 13    | Grande Prêmio Horsens                     | 1.2  | Alexander Kamp     | ColoQuick                  |
| 14    | Velothon Wales                            | 1.1  | Martin Mortensen   | Cult Energy                |
| 14    | Volta à Colónia                           | 1.1  | Tom Boonen         | Etixx-Quick Step           |
| 14    | Raiffeisen G. P.                          | 1.2  | Gregor Mühlberger  | Felbermayr-Simplon Wels    |
| 14    | Tour de Fyen                              | 1.2  | Andreas Vangstad   | Sparebanken Sør            |
| 14    | Tour de Limburgo                          | 1.1  | Björn Leukemans    | Wanty-Groupe Gobert        |
| 14    | Grande Prêmio Sarajevo                    | 1.2  | Gašper Katrašnik   |                            |
| 16-21 | Volta à Sérvia                            | 2.2  | Ivan Savitskiy     | RusVelo                    |
| 17-21 | Ster ZLM Toer                             | 2.1  | André Greipel      | Lotto Soudal               |
| 18-21 | Tour da Eslovénia                         | 2.1  | Primož Roglič      | Adria Mobil                |
| 18-21 | Ruta del Sur                              | 2.1  | Alberto Contador   | Tinkoff-Saxo               |
| 18-21 | Tour de Saboia                            | 2.2  | David Belda        | Burgos-BH                  |
| 18-21 | Oberösterreichrundfahrt                   | 2.2  | Gregor Mühlberger  | Felbermayr-Simplon Wels    |
| 20    | Korona Kocich Gor                         | 1.2  | František Sisr     | Dukla Praha                |
| 20-21 | Memorial im. J. Grundmanna J. Wizowskiego | 2.2  | Adam Stachowiak    | Kolss-BDC                  |
| 21    | Circuito da Valônia                       | 1.2  | Stef Van Zummeren  | Verandas Willems           |
| 21    | Troféu Beaumont                           | 1.2  | Christopher Latham |                            |
| 24    | Troféu Internacional Jong Maar Moedig     | 1.2  | Dimitri Claeys     | Verandas Willems           |
| 24    | Ache-Ingooigem                            | 1.1  | Nacer Bouhanni     | Cofidis, Solutions Crédits |

### Julho
| Data  | Carreira                                             | Cat.   | Ganhador             | Equipa                      |
| ----- | ---------------------------------------------------- | ------ | -------------------- | --------------------------- |
| 1-4   | Carreira da Solidariedade e dos Campeões Olímpicos   | 2.2    | Johim Ariesen        | Metec-TKH                   |
| 1-5   | Tour de Sibiu                                        | 2.1    | Mauro Finetto        | Southeast                   |
| 4     | Omloop Het Nieuwsblad sub-23                         | 1.2    | Floris Gerts         | BMC Development             |
| 4     | Grande Prêmio de Minsk                               | 1.2    | Siarhei Papok        | Minsk                       |
| 4-12  | Volta a Áustria                                      | 2.hc   | Víctor da Parte      | Vorarlberg                  |
| 5     | Paris-Chauny                                         | 1.2    | Maxime Vantomme      | Roubaix-Lille Métropole     |
| 5     | Minsk Cup                                            | 1.2    | Oleksandr Golovash   | Kolss-BDC                   |
| 9-12  | Grande Prêmio Torres Vedras-Troféu Joaquim Agostinho | 2.2    | João Benta           | Louletano-Ray Just Energy   |
| 12    | Giro do Médio Brenta                                 | 1.2    | Michele Gazzara      | Mg.kvis Vega                |
| 14-19 | Giro do Vale de Aosta                                | 2.2Ou  | Robert Power         | Selecção de Austrália       |
| 16-19 | Volta a Portugal do Futuro                           | 2.2Ou  | Julen Amezqueta      | Cafés Baqué                 |
| 19    | Dwars door de Vlaamse Ardennen                       | 1.2    | Stijn Steels         | Topsport Vlaanderen-Baloise |
| 19    | Troféu Matteotti                                     | 1.1    | Evgeny Shalunov      | Lokosphinx                  |
| 22    | Grande Prêmio Pino Cerami                            | 1.1    | Philippe Gilbert     | BMC Racing                  |
| 24.26 | Podlasie Tour                                        | 2.2    | Andriy Vasylyuk      | Kolss-BDC                   |
| 25    | Clássica de Ordizia                                  | 1.1    | Ángel Madrazo        | Caja Rural-Seguros RGA      |
| 25-29 | Tour de Valônia                                      | 2.hc   | Niki Terpstra        | Etixx-Quick Step            |
| 26    | Troféu Almar                                         | 1.ncup | Gianni Moscon        | Selecção de Itália          |
| 26    | Grande Prêmio da Villa de Pérenchies                 | 1.2    | Dimitri Claeys       | Verandas Willems            |
| 28-1  | Dookola Mazowsza                                     | 2.2    | Grzegorz Stępniak    | CCC Sprandi Polkowice       |
| 29-2  | Tour de Alsacia                                      | 2.2    | Vegard Stake Laengen | Team Joker                  |
| 29-9  | Volta a Portugal                                     | 2.1    | Gustavo César Veloso | W52-Quinta dá Lixa          |
| 31    | Circuito de Guecho                                   | 1.1    | Nacer Bouhanni       | Cofidis, Solutions Crédits  |
| 31 -9 | / Tour de Guadalupe                                  | 2.2    | Boris Carène         | ASBM                        |

### Agosto
| Data  | Carreira                                 | Cat.   | Ganhador                | Equipa                      |
| ----- | ---------------------------------------- | ------ | ----------------------- | --------------------------- |
| 1-3   | Kreiz Breizh Elites                      | 2.2    | August Jensen           | Coop-Oster Hus              |
| 1     | Odessa Grand Prix-1                      | 1.2    | Oleksandr Polivoda      | Kolss-BDC                   |
| 2     | Odessa Grand Prix-2                      | 1.2    | Vitaliy Buts            | Kolss-BDC                   |
| 2     | RideLondon-Surrey Classic                | 1.hc   | Jean-Pierre Drucker     | BMC Racing                  |
| 2     | Polynormande                             | 1.1    | Oliver Naesen           | Topsport Vlaanderen-Baloise |
| 2     | Troféu Internacional Bastianelli         | 1.2    | Michele Gazzara         | Mg.kvis Vega                |
| 4-8   | Tour da Hungria                          | 2.2    | Tom Thill               | Differdange-Losch           |
| 4-8   | Volta à Dinamarca                        | 2.hc   | Christopher Juul Jensen | Tinkoff-Saxo                |
| 4-8   | Volta a Burgos                           | 2.hc   | Rein Taaramäe           | Astana                      |
| 5-8   | Tour de Szeklerland                      | 2.2    | Clemens Fankhauser      | Hrinkow Advarics Cycleang   |
| 7     | Campeonato Europeu Contrarrelógio sub-23 | C.C    | Steven Lammertink       | Selecção dos Países Baixos  |
| 9     | Campeonato Europeu em Estrada sub-23     | C.C    | Erik Baška              | Selecção de Eslováquia      |
| 8     | Memorial Henryka Lasaka                  | 1.2    | Alois Kaňkovský         | Whirlpool-Author            |
| 9     | Grande Prêmio Sportivi di Poggiana       | 1.2Ou  | Stefano Nardelli        | Unieuro Wilier Trevigiani   |
| 9     | Antwerpse Havenpijl                      | 1.2    | Aidis Kruopis           | An Post-ChainReaction       |
| 9     | Puchar Uzdrowisk Karpackich              | 1.2    | Adrian Honkisz          | CCC Sprandi Polkowice       |
| 11-15 | Tour de l'Ain                            | 2.1    | Alexandre Geniez        | FDJ                         |
| 13-16 | Arctic Race da Noruega                   | 2.hc   | Rein Taaramäe           | Astana                      |
| 13-16 | Tour da República Checa                  | 2.1    | Petr Vakoč              | Etixx-Quick Step            |
| 16    | Grande Prêmio Capodarco                  | 1.2    | Riccardo Donato         | Brilha G Selle Cieffe       |
| 18-21 | Tour de Limusino                         | 2.1    | Sonny Colbrelli         | Bardiani CSF                |
| 18    | Grande Prêmio Stad Zottegem              | 1.1    | Kenny de Haes           | Lotto Soudal                |
| 18-23 | Baltic Chain Tour                        | 2.2    | Andrij Kulyk            | Kolss-BDC                   |
| 21    | Arnhem-Veenendaal Classic                | 1.1    | Dylan Groenewegen       | Roompot Oranje Peloton      |
| 22    | Puchar Ministra Obrony Narodowej         | 1.2    | Erik Baška              | AWT-GreenWay                |
| 22-29 | Tour de l'Avenir                         | 2.ncup | Marc Soler              | Selecção da Espanha         |
| 23    | Grande Prêmio Jef Scherens               | 1.2    | Björn Leukemans         | Wanty-Groupe Gobert         |
| 25    | Grande Prêmio de Marbriers               | 1.2    | Tim Ariesen             | Jo Piels                    |
| 25-28 | Tour de Poitou-Charentes                 | 2.1    | Tony Martin             | Etixx-Quick Step            |
| 26    | Druivenkoers Overijse                    | 1.1    | Jérôme Baugnies         | Wanty-Groupe Gobert         |
| 29-30 | Ronde van Midden-Nederland               | 2.2    | Olivier Pardini         | Verandas Willems            |
| 30-3  | Tour da Bulgária                         | 2.2    | Stefan Koychev Hristov  |                             |
| 30    | Schaal Sels                              | 1.1    | Robin Stenuit           | Veranclassic-Ekoi           |
| 30    | Croácia-Eslovénia                        | 1.2    | Marko Kump              | Adria Mobil                 |

### Setembro
| Data  | Carreira                              | Cat.  | Ganhador                         | Equipa                       |
| ----- | ------------------------------------- | ----- | -------------------------------- | ---------------------------- |
| 3-6   | Okolo jižních Čech                    | 2.2   | Alexis Guerin                    | AWT-GreenWay                 |
| 5     | Brussels Cycling Classic              | 1.hc  | Dylan Groenewegen                | Roompot Oranje Peloton       |
| 5-6   | Black Sea Cycling Tour                | 2.2   | Vitaliy Buts                     | Kolss-BDC                    |
| 6     | Grande Prêmio de Fourmies             | 1.hc  | Fabio Felline                    | Trek Factory Racing          |
| 6-13  | Volta à Grã-Bretanha                  | 2.hc  | Edvald Boasson Hagen             | MTN-Qhubeka                  |
| 6     | Kernen Omloop Echt-Susteren           | 1.2   | Max Walscheid                    | Kuota-Lotto                  |
| 9-12  | Giro do Friuli Venezia Giulia         | 2.2   | Gaëtan Bille                     | Verandas-Willems             |
| 11-13 | East Bohemia Tour                     | 2.2   | Jan Tratnik                      | Amplatz-BMC                  |
| 12    | De Kustpijl                           | 1.2   | Marco Zanotti                    | Parkhotel Valkenburg         |
| 13    | Chrono Champenois                     | 1.2   | Filippo Ganna                    | Lampre-Merida                |
| 13    | Tour de Doubs                         | 1.1   | Eduardo Sepúlveda                | Bretagne-Séché Environnement |
| 13    | Velothon Stockholm                    | 1.1   | Marko Kump                       | Adria Mobil                  |
| 16    | Coppa Agostoni                        | 1.1   | Davide Rebellin                  | CCC Sprandi Polkowice        |
| 16    | Grande Prêmio da Valônia              | 1.1   | Jens Debusschere                 | Lotto Soudal                 |
| 17    | Coppa Bernocchi                       | 1.1   | Vincenzo Nibali                  | Astana                       |
| 18    | Campeonato de Flandres                | 1.1   | Michał Gołaś                     | Etixx-Quick Step             |
| 19    | Grande Prêmio Impanis-Van Petegem     | 1.hc  | Sejam De Bie                     | Lotto Soudal                 |
| 19    | Memorial Marco Pantani                | 1.1   | Diego Ulissi                     | Lampre-Merida                |
| 20    | Rund um Sebnitz                       | 1.2   | Maximilian Kuen                  | Amplatz-BMC                  |
| 20    | Grande Prêmio de Isbergues            | 1.1   | Nacer Bouhanni                   | Cofidis, Solutions Crédits   |
| 20    | G. P. Indústria e Comércio de Prato   | 1.1   | Daniele Bennati                  | Selecção de Itália           |
| 23    | Circuito de Houtland                  | 1.1   | Jens Debusschere                 | Lotto Soudal                 |
| 26-27 | Tour de Gévaudan Languedoc-Roussillon | 2.1   | Thibaut Pinot                    | FDJ                          |
| 27    | Gooikse Pijl                          | 1.2   | Oliver Naesen                    | Topsport Vlaanderen-Baloise  |
| 27    | Dúo Normando                          | 1.1   | Victor Campenaerts Jelle Wallays | Topsport Vlaanderen-Baloise  |
| 29    | Rota d'Oro                            | 1.2Ou | Simone Velasco                   | Zalf                         |
| 30    | Tre Valli Varesine                    | 1.hc  | Vincenzo Nibali                  | Astana                       |
| 30-4  | Tour de Eurométropole                 | 2.1   | Alexis Gougeard                  | AG2R La Mondiale             |

### Outubro
| Data  | Carreira                                         | Cat.  | Ganhador           | Equipa                     |
| ----- | ------------------------------------------------ | ----- | ------------------ | -------------------------- |
| 1     | Milano-Torino                                    | 1.hc  | Diego Rosa         | Astana                     |
| 2     | Giro do Piemonte                                 | 1.hc  | Jan Bakelants      | AG2R La Mondiale           |
| 3     | Piccolo Giro de Lombardia                        | 1.2Ou | Fausto Masnada     | Colpack                    |
| 3     | Giro de Münsterland                              | 1.hc  | Tom Boonen         | Etixx-Quick Step           |
| 4     | Tour de Vendée                                   | 1.1   | Christophe Laporte | Cofidis, Solutions Crédits |
| 6     | Binche-Tournai-Binche                            | 1.1   | Ramon Sinkeldam    | Giant-Alpecin              |
| 7-10  | Tour de Mevlana                                  | 2.2   | Ahmet Örken        | Torku Sekerspor            |
| 8     | Paris-Bourges                                    | 1.1   | Sam Bennett        | Bora-Argon 18              |
| 8     | Grande Premeio Cidade de Peccioli-Coppa Sabatini | 1.1   | Eduard Prades      | Caja Rural-Seguros RGA     |
| 10    | Giro de Émilia                                   | 1.hc  | Jan Bakelants      | AG2R La Mondiale           |
| 11    | Grande Prêmio Bruno Beghelli                     | 1.hc  | Sonny Colbrelli    | Bardiani CSF               |
| 11    | Paris-Tours                                      | 1.hc  | Matteo Trentin     | Etixx-Quick Step           |
| 11    | Paris-Tours sub-23                               | 1.2Ou | Sam Oomen          | Rabobank Development       |
| 13    | Prêmio Nacional de Clausura                      | 1.1   | Nacer Bouhanni     | Cofidis, Solutions Crédits |
| 18    | Chrono des Nations                               | 1.1   | Vasil Kirienka     | Sky                        |
| 22-25 | Tour de Aegean                                   | 2.2   | Ahmet Örken        | Torku Sekerspor            |

## Classificações finais

### Individual
| Posição | Ciclista             | Equipa | Pontos |
| ------- | -------------------- | ------ | ------ |
| 1.°     | Nacer Bouhanni       | COF    | 721    |
| 2.º     | Edward Theuns        | TSV    | 649    |
| 3.°     | Dimitri Claeys       | WIL    | 524,25 |
| 4.°     | Edvald Boasson Hagen | MTN    | 480    |
| 5.°     | Marko Kump           | ADR    | 476    |
| 6.°     | Vitaliy Buts         | KLS    | 405    |
| 7.°     | Gaetan Bille         | WIL    | 373,25 |
| 8.°     | Bryan Coquard        | EUC    | 373    |
| 9.°     | Davide Rebellin      | CCC    | 368    |
| 10.°    | Primož Roglič        | ADR    | 337    |

| 11.° | Sonny Colbrelli      | BAR | 333   |
| 12.° | Baptiste Planckaert  | RLM | 325,5 |
| 13.º | Manuel Belletti      | STH | 322   |
| 14.º | Roy Jans             | WGG | 317   |
| 15.º | Oleksandr Polivoda   | KLS | 303   |
| 16.° | Marco Marcato        | WGG | 303   |
| 17.° | Oliver Naesen        | TSV | 299   |
| 18.° | Pierrick Fédrigo     | BSE | 287   |
| 19.° | Andrea Pasqualon     | ROT | 287   |
| 20.° | Søren Kragh Andersen | TBW | 285,6 |

### Equipas
| Posição | Equipa                       | Pontos |
| ------- | ---------------------------- | ------ |
| 1.º     | Topsport Vlaanderen-Baloise  | 1693   |
| 2.º     | Cofidis, Solutions Crédits   | 1600   |
| 3.º     | Bretagne-Séché Environnement | 1476   |
| 4.º     | Kolss-BDC                    | 1384   |
| 5.º     | Verandas Willems             | 1345   |
| 6.º     | RusVelo                      | 1301   |
| 7.º     | Wanty-Groupe Gobert          | 1276   |
| 8.º     | CCC Sprandi Polkowice        | 1181   |
| 9.º     | Southeast                    | 1168   |
| 10.º    | Caja Rural-Seguros RGA       | 1159   |

| 11.º | MTN Qhubeka             | 1096 |
| 12.º | Europcar                | 948  |
| 13.º | Adria Mobil             | 940  |
| 14.º | Roompot Oranje          | 934  |
| 15.° | Cult Energy             | 914  |
| 16.º | Bora-Argon 18           | 866  |
| 17.º | Marseille 13-KTM        | 852  |
| 18.º | Roubaix-Lille Métropole | 832  |
| 19.º | Torku Sekerspor         | 740  |
| 20.° | Joker                   | 639  |

### Países
| Posição | País          | Pontos |
| ------- | ------------- | ------ |
| 1.º     | Itália        | 3396   |
| 2.º     | Bélgica       | 3364   |
| 3.º     | França        | 2665   |
| 4.º     | Espanha       | 2257   |
| 5.º     | Ucrânia       | 1945   |
| 6.º     | Países Baixos | 1896   |
| 7.º     | Eslovênia     | 1882   |
| 8.º     | Rússia        | 1788   |
| 9.º     | Dinamarca     | 1458   |
| 10.º    | Noruega       | 1451   |

| 11.º | Polónia      | 1398 |
| 12.º | Áustria      | 975  |
| 13.º | Bielorrússia | 963  |
| 14.º | Turquia      | 896  |
| 15.º | Reino Unido  | 878  |
| 16.º | Alemanha     | 874  |
| 17.º | Chéquia      | 745  |
| 18.º | Portugal     | 672  |
| 19.º | Lituânia     | 667  |
| 20.º | Estónia      | 587  |

### Países sub-23
| Posição | País          | Pontos |
| ------- | ------------- | ------ |
| 1.º     | Itália        | 1641   |
| 2.º     | Países Baixos | 1086   |
| 3.º     | Dinamarca     | 949    |
| 4.º     | França        | 751    |
| 5.º     | Bélgica       | 593    |
| 6.º     | Alemanha      | 557    |
| 7.º     | Turquia       | 543    |
| 8.º     | Áustria       | 494    |
| 9.º     | Reino Unido   | 467    |
| 10.º    | Noruega       | 458    |

## Evolução das classificações
| Data            | Classificação individual | Classificação por equipas    | Classificação por países | Classificação por países sub-23 |
| --------------- | ------------------------ | ---------------------------- | ------------------------ | ------------------------------- |
| 25 de fevereiro | Edward Theuns            | Southeast                    | Itália                   | Itália                          |
| 25 de março     | Edward Theuns            | Topsport Vlaanderen-Baloise  | Bélgica                  | Itália                          |
| 25 de abril     | Edward Theuns            | Bretagne-Séché Environnement | França                   | Itália                          |
| 25 de maio      | Edward Theuns            | Bretagne-Séché Environnement | França                   | Itália                          |
| 25 de junho     | Edward Theuns            | Topsport Vlaanderen-Baloise  | Bélgica                  | Dinamarca                       |
| 25 de julho     | Edward Theuns            | Kolss-BDC                    | Bélgica                  | Itália                          |
| 15 de agosto    | Edward Theuns            | Kolss-BDC                    | Bélgica                  | Itália                          |
| 25 de agosto    | Edward Theuns            | Kolss-BDC                    | Bélgica                  | Itália                          |
| 25 de setembro  | Edward Theuns            | Topsport Vlaanderen-Baloise  | Bélgica                  | Itália                          |
| 25 de outubro   | Nacer Bouhanni           | Topsport Vlaanderen-Baloise  | Bélgica                  | Itália                          |
| 25 de novembro  | Nacer Bouhanni           | Topsport Vlaanderen-Baloise  | Itália                   | Itália                          |
| 25 de dezembro  | Nacer Bouhanni           | Topsport Vlaanderen-Baloise  | Itália                   | Itália                          |
| Final           | Nacer Bouhanni           | Topsport Vlaanderen-Baloise  | Itália                   | Itália                          |